# Bateau (trottoir)
Pour les articles homonymes, voir Bateau (homonymie).

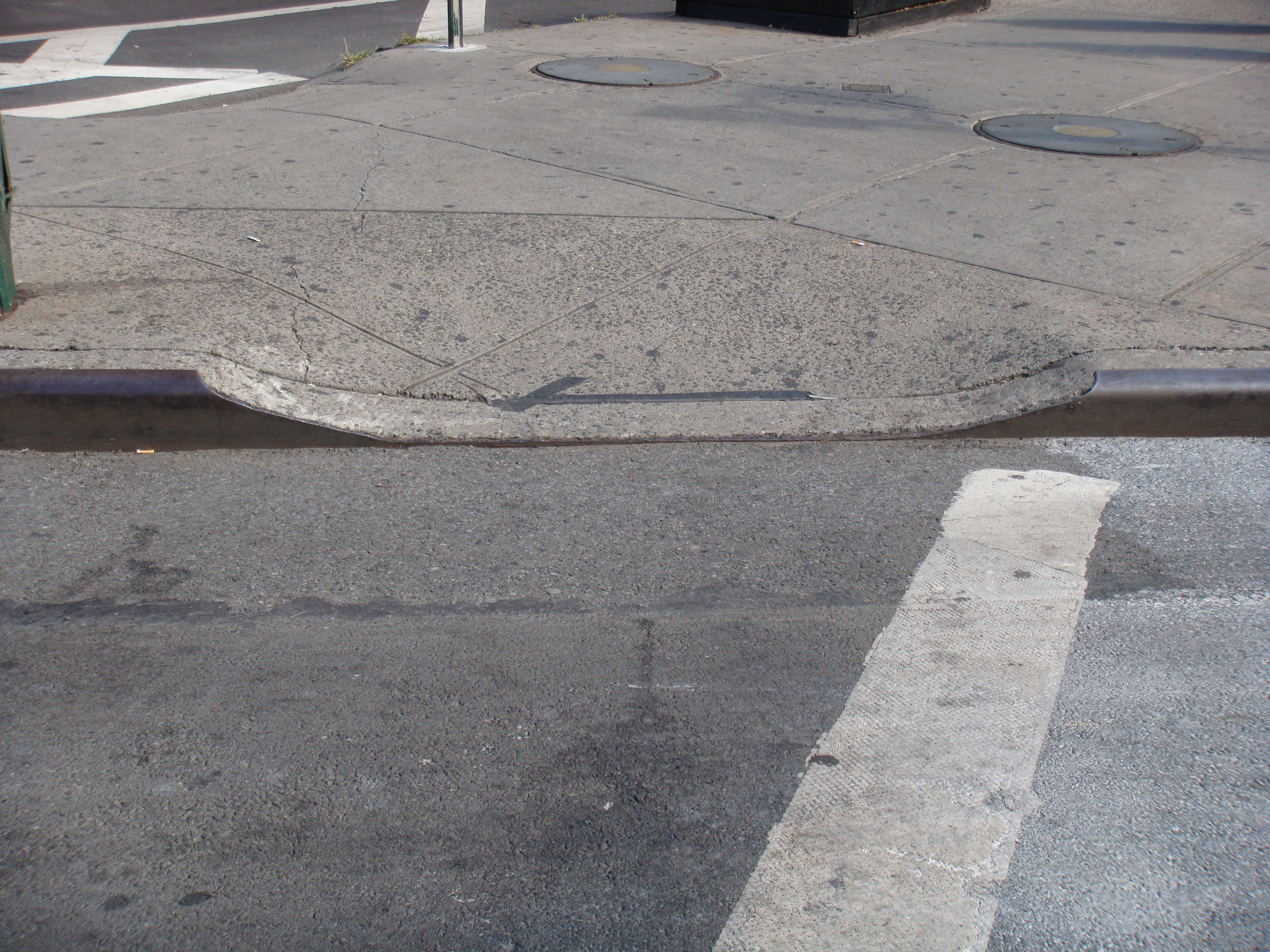
Un bateau à Manhattan.

Un bateau est le terme populaire pour désigner un abaissement de trottoir localisé (devant  un bâtiment ou un terrain, il se nomme administrativement une entrée charretière et juridiquement une entrée carrossable). Cela facilite le franchissement du ressaut de trottoir, notamment par les personnes à mobilité réduite passant d'un trottoir à l'autre en traversant la route, ou par les véhicules pénétrant dans une propriété adjacente.

## Désignations
Au Québec, l'usage du terme bateau ou des termes entrée charretière varie selon la localité. Par exemple entrée charretière dans la réglementation de Saint-Lambert-de-Lauzon et bateau de trottoir à Anjou (Montréal),.

## Histoire
Son origine remonte à 1945 dans la ville de Kalamazoo, Michigan. Un projet pilote d'aide aux vétérans handicapés permet l'installation des premiers  « curb cut » (bateaux) aux quatre coins de la ville.

## Code de la route

### En France
Le code de la route français (article R417-10) interdit à tout véhicule le stationnement devant l'entrée carrossable d'un immeuble (immeuble désignant en droit une construction au sens large, c'est-à-dire par exemple simplement une maison ou même juste un garage) ainsi que sur les passages piétons, qu'il y ait ou non un abaissement de trottoir .
Pour le passage charretier (dit aussi bateau, entrée carrossable) en particulier, l'interdiction s'applique à tous y compris à l'utilisateur en bénéficiant même s'il prétend être l'unique utilisateur autorisé de ce passage en affichant sa plaque minéralogique. Mais elle est très inégalement appliquée et donc verbalisée. En effet, cela revient à privatiser le domaine public, ce qui est illégal,.
En 2016, une verbalisation est contestée par le propriétaire d'un garage. Dans un premier temps, il obtient gain de cause devant un tribunal de police. Mais en 2017 la Cour de cassation finit par trancher et réaffirmer le principe de l'interdiction totale d'arrêt et de stationnement devant un « bateau »,, sauf pour les véhicules de secours qui peuvent y circuler ou y stationner librement.
Libération indique qu'avant cette décision de la Cour de cassation, qui a servi par la suite de jurisprudence, la justice était « assez vague » sur le sujet de se garer devant son propre garage. Mais le 20 juin 2017, la cour de cassation décide que même le stationnement d'un véhicule « utilisé par une personne ayant l'usage exclusif » de l'accès à un garage est « considéré comme gênant pour la circulation publique, qui comprend aussi celle des véhicules de secours ou de sécurité ». Et le 7 août 2017, la décision de justice est publiée sur le site officiel de l'administration française. Un avocat interviewé par L'Alsace estime que la décision de justice est simple à comprendre : « On pourrait se dire qu’après tout, on ne gène personne, sauf soi-même. Mais prenons un simple exemple : Si quelqu’un fait un malaise chez vous. Votre voiture va tout de même gêner l’ambulance ou les pompiers quand ils vont vouloir intervenir. »
Cependant, fin août 2017, s'appuyant sur l'exemple de la ville de Châteauroux, La Nouvelle République titre : « Se garer devant son garage reste toléré ». En effet, le directeur municipal de la sécurité publique à Châteauroux annonce que la pratique restera tolérée pour les propriétaires affichant leur numéro d'immatriculation sur le portail du garage et lorsque le stationnement ne gêne pas les accès et dégagements dans le voisinage de l'entrée de garage. En 2022, un avocat interrogé par la presse déclare : « Parfois les forces de l’ordre appliquent une tolérance si votre voiture est stationnée devant votre garage. C’est uniquement parce qu’ils vous font une faveur, ou tout simplement parce qu’ils ignorent eux-mêmes qu’ils pourraient vous verbaliser ».
Même si le numéro d'immatriculation ainsi qu'un panneau d'interdiction de stationner sont affichés sur le portail du garage, même si le stationnement du véhicule du propriétaire ne gêne ni les piétons ni d'autres véhicules, même si le garage est dans un lieu isolé à la campagne, il est interdit de se garer devant son propre garage : cela reviendrait à s'approprier ce qui appartient au domaine public,,.

### En Belgique
La loi interdit à tous les véhicules de se garer devant une sortie, une entrée ou une porte de garage, excepté lorsque la porte de garage comporte, affichés de façon lisible, des numéros d'immatriculation. La presse belge indique qu'il est possible d'afficher son numéro d'immatriculation mais aussi celui d'un ami ou d'un voisin, qui seront donc autorisés à stationner. Mais la location de l'emplacement est interdite, car engendrer des revenus à partir d'un espace appartenant au domaine public est interdit,.